# Cryptotriton alvarezdeltoroi
La salamandra de Tapilula (Cryptotriton alvarezdeltoroi) es una especie de salamandra en la familia Plethodontidae. Es endémica de las sierras del norte de Chiapas, México.

## Clasificación y descripción de la especie
Es una salamandra de la familia Plethodontidae del orden Caudata. Es de talla pequeña, alcanza una longitud de 2.7 cm. Tienen un nostrilo relativamente grande. El color del cuerpo es café rojizo con una banda en el dorso de forma irregular. Sus extremidades son de color naranja con tonos más claros y las puntas de los dedos son claras.

## Distribución de la especie
Es endémica de Chiapas (México). Su hábitat natural son los montanos húmedos tropicales o subtropicales. Su rango altitudinal oscila entre 1200 y 1550 m s. n. m.. Se conoce solo de las Sierras del norte de Chiapas, cerca de la localidad de Tapilula.

## Ambiente terrestre
Vive en bosque mesófilo de montaña entre 1,200 y 1,250 m.s.n.m.

## Estado de conservación
Se considera como Bajo Protección Especial (Norma Oficial Mexicana 059) y como en Peligro de Extinción en la Lista Roja de la UICN debido a la destrucción de su hábitat.